# Dolina Środkowej Wisły
Dolina Środkowej Wisły (318.75) – mezoregion fizycznogeograficzny w środkowo-wschodniej Polsce, stanowiący centralną i południową część Niziny Środkowomazowieckiej. Region graniczy od północy z Równiną Wołomińską i Kotliną Warszawską, od zachodu z Równiną Warszawską i Równiną Kozienicką od wschodu z Równiną Garwolińską i Wysoczyzną Żelechowską, a od południa z Pradoliną Wieprza, Wysoczyzną Lubartowską i Małopolskim Przełomem Wisły, stanowiącym naturalne przedłużenie regionu ku południu. Dolina Środkowej Wisły leży na pograniczu województw mazowieckiego i lubelskiego.
Mezoregion ma wydłużony południkowy kształt o szerokości ok. 10 km, obejmujący dolinę Wisły na odcinku Puławy-Warszawa. Na obszarze regionu wyróżnia się dwa tarasy geologiczne: łąkowy zalewowy (niższy) i wydmowy piaszczysty (wyższy). Po prawej stronie Wisły rozpościerają się obszerne kompleksy leśne, m.in. objęte ochroną Lasy Garwolińskie, Lasy Osieckie, Lasy Celestynowskie i Lasy Otwockie, wchodzące w skład Mazowieckiego Parku Krajobrazowego.
Główne ośrodki miejskie położone zupełnie lub częściowo na terenie regionu to Warszawa (południowo-wschodnie przedmieścia), Otwock, Puławy, Kozienice, Dęblin, Konstancin-Jeziorna, Józefów, Karczew i Góra Kalwaria.